# تشن يانغ (رامية القرص)
تشن يانغ (بالصينية: 陈扬) هي رامية القرص صينية، ولدت في 10 يوليو 1991.

## وصلات خارجية
- تشن يانغ على موقع الاتحاد الدولي لألعاب القوى (الإنجليزية)
- تشن يانغ على موقع اللجنة الأولمبية الدولية (الإنجليزية)
- تشن يانغ على موقع أوليمبيديا (الإنجليزية)
- تشن يانغ على موقع اللجنة الأولمبية الصينية (الإنجليزية)